# ایر آئرو
ایر آئرو (به انگلیسی: IrAero) یک شرکت هواپیمایی با کد یاتا IO است که در تاریخ ۱۹۹۹ میلادی تأسیس شده است.
دفتر مرکزی ایر آئرو در ایرکوتسک، روسیه واقع شده‌است و قطب این شرکت هواپیمایی در فرودگاه بین‌المللی ایرکوتسک قرار دارد و به ۱۰ مقصد، پرواز مستقیم انجام می‌دهد.

## مقصدها
بنا به داده‌های نوامبر ۲۰۱۳ میلادی، ایر آئرو به مقصدهای زیر پرواز انجام می‌دهد:

### مقصدهای بین‌المللی

#### آسیای مرکزی
قزاقستان
- قراغندی - فرودگاه سری‌ارکا[۲]

#### آسیای شرقی
چین
- دالیان - فرودگاه بین‌المللی دالیان ژووشویزی
- هاربین - فرودگاه بین‌المللی هاربین تایپینگ[۳]
- جیاموسی - فرودگاه جیاموسی دنگجیاو
- مانژولی - فرودگاه مانژولی ضیاجیاو Focus City

 مغولستان
- اولان‌باتور - فرودگاه بین‌المللی بویانت-اوخا[۴]

### مقصدهای داخلی

#### ناحیه فدرالی خاور دور
استان آمور
- بلاگووشچنسک (فرودگاه ایگناتیوا) Secondary Hub

 سرزمین خاباروفسک
- خاباروفسک (فرودگاه خاباروفسک ناوی)

 استان ماگادان
- ماگادان (فرودگاه سوکول)

 سرزمین پریمورسکی
- ولادی‌وستوک (فرودگاه بین‌المللی ولادی‌وستوک)[۵]

 استان ساخالین
- یوژنو-ساخالینسک (فرودگاه یوژنو-ساخالینسک)

 یاقوتستان
- یاکوتسک (فرودگاه یاکوتسک)

#### ناحیه فدرالی سیبری
سرزمین آلتای
- بارنائول - فرودگاه بارنائول (begins ۳ ژوئیه ۲۰۱۶)

 بوریاتیا
- اولان‌اوده (فرودگاه اولان‌اوده) Secondary Hub

 استان ایرکوتسک
- بودایبو (فرودگاه بودایبو)
- ایرکوتسک (فرودگاه بین‌المللی ایرکوتسک) Hub

 استان کمروو
- کمروف - فرودگاه کمروف (begins ۲ ژوئیه ۲۰۱۶)

 سرزمین کراسنویارسک
- کراسنویارسک (فرودگاه کراسنویارسک چرمشانکا)
- کراسنویارسک (فرودگاه یملیانو)

 استان نووسیبیرسک
- نووسیبیرسک (فرودگاه تولمچوا) Secondary Hub

 استان امسک
- امسک (فرودگاه تسنترالنی)

 استان تومسک
- تومسک - فرودگاه بوگاشف (begins ۴ ژوئیه ۲۰۱۶)

 تووا
- کیزیل (فرودگاه کیزیل)

 سرزمین زابایکالسکی
- چیتا (فرودگاه کادالا) Secondary Hub

#### ناحیه فدرالی جنوبی
سرزمین کراسنودار
- آناپا (فرودگاه آناپا)
- کراسنودار (فرودگاه پاشکوفسکی)
- سوچی (فرودگاه بین‌المللی سوچی)

 استان روستوف
- روستوف-نا-دونو (فرودگاه روستوف-نا-دونو)

#### ناحیه فدرالی اورال
استان چلیابینسک
- چلیابینسک (فرودگاه چلیابینسک)[۶]

 سرزمین پرم
- پرم (فرودگاه بولشویه ساوینو) (begins ۲ ژوئیه ۲۰۱۶)

 استان سوردلوفسک
- یکاترینبورگ (فرودگاه کولتسوو)[۷]

 استان تیومن
- تیومن (فرودگاه بین‌المللی رسچینو)
  -  ; ناحیه خودگردان خانتی-مانسی
    - نیژنوارتوفسک (فرودگاه نیژنوارتوفسک)[۸]

  -  ; ناحیه خودگردان یامالو-ننتس
    - نووی اورنگوی (فرودگاه نووی اورنگوی) (begins ۳ ژوئیه ۲۰۱۶)

#### ناحیه فدرالی ولگا
استان سامارا
- سامارا (روسیه) (فرودگاه بین‌المللی کورومچ)

 تاتارستان
- بوگولما (فرودگاه بوگولما)[۸]